# Nicolas Gautier
Pour les articles homonymes, voir Gautier.
Nicolas Gautier (31 août 1731-6 novembre 1810) était un marin, administrateur de port et officier de milice acadien.

## Biographie
Nicolas Gautier naît le 31 août 1731 à Annapolis Royal, en Nouvelle-Écosse. Son père est le pilote Joseph-Nicolas Gautier dit Bellair et sa mère est Marie Allain. Il est le troisième fils de la famille. Il a deux frères aînés, Joseph et Pierre, un frère cadet, Jean-Baptiste, ainsi que plusieurs sœurs, dont Marie.
Lorsque la guerre de Succession d'Autriche éclate en 1744, Joseph-Nicolas Gautier et ses deux fils aînés prennent le parti français contre les Britanniques. Joseph-Nicolas est mis hors-la-loi et ses biens sont détruits, le forçant à déménager en 1748 avec sa femme et ses enfants à l'île Saint-Jean, l'actuelle Île-du-Prince-Édouard.
Joseph-Nicolas enseigne le pilotage à ses fils Pierre et Nicolas. En 1751, Nicolas est embauché par Claude-Élisabeth Denys de Bonaventure, le commandant de l'île Saint-Jean, pour des missions de reconnaissance et de transport de réfugiés acadiens. Il est ensuite second capitaine de port, à Port-la-Joye, de 1752 à 1756. Il occupe par la suite le poste de capitaine de corvette. Les Britanniques assiègent la forteresse de Louisbourg en 1758 et Nicolas utilise sa corvette afin de maintenir la communication entre l'île Saint-Jean, la forteresse et Port-Toulouse. La capitulation de Louisbourg, signée le 26 juillet 1758, prévoit la cession de l'île Saint-Jean. Nicolas Gautier s'enfuit alors avec sa famille vers le continent et rejoint son frère Pierre à la rivière Ristigouche; son beau-frère Jean-François Bourdon de Dombourg y commande des troupes de la Marine.
Il devient aide-major dans la milice. Après la capitulation de Montréal, le 8 septembre 1760, les troupes de la Marine sont évacuées en France mais Nicolas décide de rester à la Ristigouche. Il est capturé avec son frère Jean-Baptiste en octobre 1761, lors du raid de Roderick MacKenzie et emprisonné à Halifax.
C'est à Halifax que Nicolas Gautier épouse Anne Leblanc, fille de Joseph Leblanc dit le Maigre. Le couple a au moins six enfants. La famille Gautier rejoint Pierre à Saint-Pierre-et-Miquelon en 1766. L'île étant devenue surpeuplée, Pierre déménage à l'île de Gorée, au Sénégal, où il devient capitaine du port. Nicolas reste à Saint-Pierre-et-Miquelon et devient pêcheur et pilote côtier. Durant la révolution américaine, la France déclare la guerre à la Grande-Bretagne. C'est ainsi que Saint-Pierre-et-Miquelon est envahie par les Britanniques le 13 septembre 1778 et que la population est déportée en France. L'île est rétrocédée à la France en 1783 et Nicolas y revient, avec le poste de lieutenant du port à Miquelon. Il occupe durant plusieurs années le poste de capitaine de port avant d'en obtenir le titre officiel en 1792. Les Britanniques assiègent une autre fois Saint-Pierre-et-Miquelon le 14 mai 1793 et la population est une fois de plus déportée en France. Nicolas devient alors pilote à Saint-Malo. Il meurt dans cette ville le 6 novembre 1810.